# Symplocos povedae
Symplocos povedae är en tvåhjärtbladig växtart som beskrevs av F. Almeda. Symplocos povedae ingår i släktet Symplocos och familjen Symplocaceae. Inga underarter finns listade i Catalogue of Life.